# 木暮剛平
木暮 剛平（こぐれ ごうへい、1924年9月19日 - 2008年12月14日）は、日本の実業家。電通社長・会長を経て電通相談役。日本広告業協会理事長・日本広告業協会会長として広告代理店業界の発展に尽力。
経済同友会副代表幹事、経済団体連合会理事、東京商工会議所議員などを歴任。
通商産業省（現在の経済産業省）情報処理振興審議会会長として行政運営の円滑化にも手腕を発揮した。
また、 60歳を過ぎて始めた俳句だったが、 俳人としても知られ、「万象」同人。国際俳句交流協会会長を務めた。
2008年12月14日、肺炎のため死去。

## 出生・学歴等
群馬県勢多郡赤城村（現・渋川市）の出身。
群馬県立渋川中学校（現・群馬県立渋川高等学校）時代は、赤城村から渋川中学へ徒歩で通学した。渋川中学校では全学挙げての庭球大会が行われるように庭球（テニス）が盛んだったことから、庭球に熱中した 。
1947年に東京大学経済学部を卒業する。

## 職歴
- 1947年4月、電通に入社
- 1970年、東京本社新聞雑誌局長
- 1971年、取締役に就任。後に取締役常務に就任。
- 1977年、取締役専務に就任。
- 1985年6月、第8代電通社長に就任[3]。電通育英会理事長に就任。
- 1988年、佐藤純彌監督の「敦煌」で、製作統括をつとめる
- 1989年3月、国内広告会社で初めての売上高1兆円超を達成
- 1992年、黒澤明監督の「まあだだよ」で、ゼネラル・プロデューサーをつとめる
- 1993年、初代電通会長
- 1997年、日本広告業協会会長
- 1997年、電通相談役
- 1999年、国際俳句交流協会会長
- 2001年、秋の叙勲で、勲一等瑞宝章を受章[4]
- 2008年6月、電通名誉相談役
- 2008年12月14日午後5時22分、肺炎のため死去、84歳
- ほかに日本対外文化協会副会長・一ツ橋綜合財団理事・社団法人俳人協会名誉会員・国際俳句交流協会会長・日本科学映像協会会長・災害救援ボランティア推進委員会委員・株式会社社会工学研究所取締役・地球産業文化研究所理事などの要職を歴任した。